# Raymond Martin
Raymond Martin (Saint-Pierre-du-Regard, 22 maggio 1949) è un ex ciclista su strada francese.
Professionista dal 1973 al 1983, concluse terzo al Tour de France 1980, edizione nella quale ottenne anche una vittoria di tappa e il successo nella classifica scalatori.

## Carriera
Dopo aver vinto più di novanta corse fra i dilettanti, tra cui il titolo nazionale di categoria, e aver rappresentato la Francia ai Giochi olimpici 1972 a Monaco di Baviera, passò professionista nel 1973 con la Gitane-Frigécrème. Al primo anno ottenne subito diversi piazzamenti, arrivando terzo alla Polymultipliée e nono nella Parigi-Camembert per quel che concerne le corse in linea, e sesto nel Grand Prix du Midi Libre per quanto riguarda le gare a tappe.
Nel 1974 ottenne le sue prime vittorie, fra cui una "classica" del panorama francese, il Grand Prix de Ouest-France a Plouay, e si ripeté l'anno successivo vincendo la Parigi-Camembert.
Nel 1976 fu quarto nei campionati nazionali e secondo al Grand Prix de Plumelec, terzo al Critérium National e settimo alla Polymultipliée, mentre nel 1977 al Tour de France arrivò undicesimo e ottenne altri piazzamenti nelle corse in linea francesi.
Tornò al successo nel 1978 aggiudicandosi una tappa al Circuit de la Sarthe, una al Critérium National, mentre nel 1979 si ripeté vincendo la sua seconda Parigi-Camembert.
A inizio 1980 arrivò terzo nella Poly Normande e undicesimo nella Freccia Vallone, mentre a maggio vinse la Polymultipliée e a giugno partecipò al Critérium du Dauphiné Libéré, riuscendo a vincere una tappa e concludendo secondo in classifica generale. Con queste premesse si presentò al Tour de France, dove riuscì nuovamente a vincere una tappa e a salire sul podio finale di Parigi, terzo classificato della generale e vincitore della classifica scalatori.
Fra il 1981 e il 1983 ottenne ancora diversi piazzamenti, anche se non riuscì più a vincere. Arrivò ottavo al Tour de France 1982 e terzo nella Parigi-Camembert 1983. Concluse l'attività agonistica al termine della stagione 1983.

## Palmarès
- 1972 (dilettanti)

Campionati francesi, Prova in linea
Parigi-Connerré
3ª tappa Tour de l'Avenir
6ª tappa Grand Prix Tell
- 1974

Grand Prix de Ouest-France
Route Nivernaise
- 1975

Parigi-Camembert
- 1978

Grand Prix de Plumelec
1ª tappa Critérium National
3ª tappa Circuit de la Sarthe
- 1979

Parigi-Camembert
- 1980

Polymultipliée
7ª tappa Critérium du Dauphiné Libéré
13ª tappa Tour de France
2ª tappa Escalada a Montjuïc

### Altri successi
- 1974

Lescouet-Jugon (criterium)
- 1977

Criterium di Chardonnay
- 1978

Criterium di Josselin
- 1980

Classifica scalatori Tour de France
Agon-Coutainville (criterium)
Lescouet-Jugon (criterium)
- 1983

2ª tappa Tour de France (Soissons > Fontaine-au-Pire, cronosquadre)

## Piazzamenti

### Grandi Giri
- Tour de France

1975: 30º
1976: 15º
1977: 11º
1978: 12º
1979: 24º
1980: 3º
1981: 17º
1982: 8º
1983: 43º
- Vuelta a España

1979: 13º

### Classiche monumento
- Milano-Sanremo

1975: 53º
- Liegi-Bastogne-Liegi

1973: 31º
1975: 24º
1983: 34º

### Competizioni mondiali
- Campionati del mondo

Sallanches 1980 - In linea: ritirato
- Giochi olimpici

Monaco di Baviera 1972 - In linea: ritirato